# Čechy (Eslováquia)
Čechy é um município da Eslováquia, situado no distrito de Nové Zámky, na região de Nitra. Tem 11,85 km² de área e sua população em 2018 foi estimada em 308 habitantes.

## Demografia
| Ano:        | 1994 | 2004   | 2014   | 2024    |
| ----------- | ---- | ------ | ------ | ------- |
| Broj ljudi: | 323  | 335    | 313    | 271     |
| Razlika:    |      | +3,71% | -6,56% | -13,41% |

| Ano:               | 2023 | 2024   |
| ------------------ | ---- | ------ |
| Número de pessoas: | 274  | 271    |
| Diferença:         |      | -1,09% |